# Méthode de Tschirnhaus
La méthode de Tschirnhaus, imaginée et mise au point par Ehrenfried Walther von Tschirnhaus, est une tentative de résoudre le point clé de la théorie des équations à savoir trouver une méthode générale de résolution de l'équation polynomiale. Cette méthode tente de ramener l'équation que l'on veut résoudre à d'autres équations de degré moins élevé. Cette méthode échoue de façon certaine pour les équations de degré supérieur ou égal à cinq qui ont un groupe de Galois non résoluble.

## Principe de la méthode
Tschirnhaus rappelle d'abord que toute équation de degré n
{\displaystyle x^{n}+a_{n-1}x^{n-1}+\dots +a_{1}x+a_{0}=0}
se ramène classiquement à une équation sans terme de degré n – 1, par un changement de variable de la forme {\displaystyle x=y+b_{0}}. En effet, le coefficient du terme en {\displaystyle y^{n-1}} du polynôme
{\displaystyle (y+b_{0})^{n}+a_{n-1}(y+b_{0})^{n-1}+\dots +a_{1}(y+b_{0})+a_{0}}
est {\displaystyle nb_{0}+a_{n-1}} donc il suffit, pour que ce coefficient soit nul, de choisir {\displaystyle b_{0}} égal à {\displaystyle -{\frac {a_{n-1}}{n}}}.
Cela lui donne l'idée, pour annuler plus de termes, d'introduire une inconnue auxiliaire y qui n'est plus une translatée de x mais un polynôme, en posant :
{\displaystyle x^{k}=b_{k-1}x^{k-1}+\dots +b_{1}x+b_{0}+y}
où k (strictement inférieur à n) est le nombre de termes à annuler, et le choix des coefficients {\displaystyle b_{k-1},\dots ,b_{1},b_{0}} est expliqué ci-dessous.
Cette transformation se nomme transformation de Tschirnhaus.
En éliminant x entre cette relation et l'équation à résoudre, on obtient une équation de degré n et d'inconnue y dont les coefficients dépendent des k coefficients bi. On tente alors de déterminer les coefficients {\displaystyle b_{i}} de façon à obtenir une équation en y plus simple à résoudre, par exemple (pour k = n – 1) de la forme :
{\displaystyle y^{n}-c=0}.
Pour cela, dans l'équation en y, on pose égaux à 0 tous les coefficients des monômes de degré 1 à n – 1. On obtient ainsi un système de n – 1 équations à n – 1 inconnues {\displaystyle b_{n-2},\dots ,b_{1},b_{0}}. Ces valeurs, une fois obtenues, sont reportées dans l'équation :
{\displaystyle x^{n-1}-b_{n-2}x^{n-2}-\dots -b_{1}x-(b_{0}+y)=0},
où y prend successivement pour valeur l'une des n racines n-ièmes de c.
Tschirnhaus ramène ainsi (sur l'exemple n = 3) la résolution d'une équation de degré n à celle de n équations de degré n – 1. Cependant, sa méthode fournit n(n – 1) valeurs pour x, qu'il faut tester pour détecter, parmi elles, les n solutions effectives. En précisant son idée, on peut trouver directement ces n solutions (une par valeur de y).
La méthode ci-dessus permet à Tschirnhaus de donner, pour les solutions d'une équation cubique, une nouvelle formule, différente de celle de Cardan. Il retrouve aussi cette dernière par un autre changement de variable : xy = y2 + a, réinventant ainsi la substitution de Viète.

## Application à la résolution des équations cubiques
Considérons une équation de degré 3, sans perte de généralité de la forme
{\displaystyle x^{3}+px+q=0}
avec {\displaystyle p\neq 0}.
Posons, comme indiqué ci-dessus :
{\displaystyle x^{2}=ax+b+y}.
Le système
{\displaystyle {\begin{cases}x^{3}+px+q&=0\\x^{2}&=ax+b+y\end{cases}}}
est équivalent au système
{\displaystyle {\begin{cases}(a^{2}+b+y+p)x&=-(q+ab+ay)\\x^{2}&=ax+b+y\end{cases}}}
qui admet des solutions x si et seulement si
{\displaystyle (q+ab+ay)^{2}=-a(q+ab+ay)(a^{2}+b+y+p)+(b+y)(a^{2}+b+y+p)^{2}}.
Cette condition se réécrit :
{\displaystyle y^{3}+(3b+2p)y^{2}+(3b^{2}+4pb+p^{2}+pa^{2}-3qa)y+b^{3}+2pb^{2}+p^{2}b+pa^{2}b-3qab-q^{2}-pqa-qa^{3}=0\quad (*)}.
On détermine a et b de façon qu'elle ne contienne plus de terme en y2 ni en y :
{\displaystyle {\begin{aligned}&{\begin{cases}3b+2p&=0\\3b^{2}+4pb+p^{2}+pa^{2}-3qa&=0\end{cases}}\\\Leftrightarrow &{\begin{cases}b&=-{\frac {2p}{3}}\\a&={\frac {3}{p}}\left({\frac {q}{2}}+\delta \right){\text{ avec }}\delta ^{2}={\frac {q^{2}}{4}}+{\frac {p^{3}}{27}}.\end{cases}}\end{aligned}}}
Ce choix de a et b permet de simplifier l'équation {\displaystyle (*)}, qui devient alors, :
{\displaystyle y^{3}=\left({\frac {6\delta }{p}}\right)^{3}{\frac {pa}{3}}}.
On termine la résolution en choisissant une racine cubique z de {\displaystyle {\frac {pa}{3}}}, en posant {\displaystyle y_{k}={\frac {6\delta }{p}}z\,\mathrm {j} ^{k}} pour {\displaystyle k=0,1,2}, et en calculant, pour chacune de ces trois valeurs, les deux solutions de l'équation du second degré {\displaystyle x^{2}=ax+b+y_{k}}. On obtient ainsi en général 6 valeurs distinctes, dont les 3 solutions de {\displaystyle x^{3}+px+q=0} font nécessairement partie. Il suffit, pour conclure, de tester ces 6 valeurs.

## Méthode particulière pour leséquations du quatrième degré
Considérons une équation de degré 4, sans perte de généralité de la forme
{\displaystyle x^{4}+px^{2}+qx+r=0}
avec {\displaystyle q\neq 0}.
Considérons la transformation de Tschirnhaus suivante :
{\displaystyle x^{2}=ax+b+y}.
Le système
{\displaystyle {\begin{cases}x^{4}+px^{2}+qx+r&=0\\x^{2}&=ax+b+y\end{cases}}}
admet des solutions x si et seulement si
{\displaystyle y^{4}+(4b+2p)y^{3}+Ay^{2}+By+C=0\quad (**)}
avec
{\displaystyle A=6b^{2}+6bp+pa^{2}-3qa+p^{2}+2r},
{\displaystyle B=4b^{3}+6pb^{2}+2b(pa^{2}-3qa+p^{2}+2r)+2r(2a^{2}+p)-q(a^{3}+pa+q)},
{\displaystyle C=b^{4}+2pb^{3}+b^{2}(pa^{2}-3qa+p^{2}+2r)+b\left[2r(2a^{2}+p)-q(a^{3}+pa+q)\right]+ar(a^{3}+pa-q)+r^{2}}.
L'équation {\displaystyle (**)} est bicarrée si
{\displaystyle {\begin{cases}4b+2p&=0\\B&=0,\end{cases}}}
ce qui équivaut à
{\displaystyle {\begin{cases}b=-{\frac {p}{2}}\\-qa^{3}+(4r-p^{2})a^{2}+2pqa-q^{2}&=0.\end{cases}}}
Pour résoudre {\displaystyle x^{4}+px^{2}+qx+r=0}, il suffit donc de :
- trouver une solution a de l'« équation cubique résolvante (en) » {\displaystyle -qa^{3}+(4r-p^{2})a^{2}+2pqa-q^{2}=0} ;
- calculer A et C pour ce choix de a et pour {\displaystyle b=-{\frac {p}{2}}} ;
- trouver les quatre solutions {\displaystyle y_{k}} ({\displaystyle k=0,1,2,3}) de l'équation bicarrée {\displaystyle y^{4}+Ay^{2}+C=0} obtenue ;
- pour chacune de ces quatre valeurs, trouver les deux solutions {\displaystyle x_{k,j}} ({\displaystyle j=0,1}) de {\displaystyle x^{2}-ax-b-y_{k}=0}.

On obtient ainsi 8 valeurs {\displaystyle x_{k,j}}, dont les 4 solutions de {\displaystyle x^{3}+px+q=0} font nécessairement partie. Il suffit, pour conclure, de tester ces 8 valeurs.

## Équation du cinquième degré
Voir à ce propos l'article Radical de Bring.

## Remarque historique
Cette méthode est la première méthode générale de résolution des équations à avoir été publiée. Sa publication remonte à 1683.